# Zelandopsocus formosellus
Zelandopsocus formosellus är en insektsart som beskrevs av Tillyard 1923. Zelandopsocus formosellus ingår i släktet Zelandopsocus och familjen Pseudocaeciliidae. Inga underarter finns listade i Catalogue of Life.